# 溶小體儲積病
溶小體儲積病（lysosomal storage disease，LSD）又称溶酶体贮积病，是一群約50種罕見遺傳性代謝疾病，是由於溶小體功能的缺陷所造成的。溶小體是細胞中的代謝小泡，它們消化大分子，並將剩下的片段傳給細胞中的其它部分，以進行再利用。此一過程需要幾種關鍵的酵素。如果其中一種酵素由於突變而有缺陷，大分子們就會聚積在細胞中，最後使細胞死亡。
溶小體儲積病是由於溶小體的功能障礙所引起，通常是由於代謝以下物質的酵素之一不足所造成：脂質、醣蛋白、黏多醣。個別發生率約1:40,000-1:1,000,000；而整體而言LSD發生率約1:5,000-1:7,700。這些疾病大多是體染色體隱性遺傳，例如尼曼匹克病（鞘髓磷脂儲積病 Niemann-Pick disease, type C）。然而有部分為性聯隱性（X-linked recessive）遺傳，例如法布瑞氏病（ Fabry disease）及韓特氏症（Hunter syndrome , MPS II）。
溶小體通常被認為是細胞的循環再利用中心，將不再需要的材料加工成可利用的物質。這是經由酶的作用。溶小體的疾病通常是由於某種酵素不足或完全缺失。這時，不再需要的物質會堆積在細胞中。換句話說，當溶小體無法正常工作時，原本應該被分解並循環利用的物質便會過量的堆積在細胞中。